# 关于我妈的一切
《关于我妈的一切》（英語：All About My Mother），2021年中国大陆剧情片，导演赵天宇，主演徐帆、张婧仪、许亚军。

## 演员
- 徐帆 出演 季佩珍
- 张婧仪 出演 李小美
- 许亚军
- 张歆艺
- 吴彦姝
- 李程彬
- 韩云云
- 陈明昊

## 制作
2020年10月15日，《关于我妈的一切》在官方微博宣布开机拍摄。同年12月15日，其官方微博宣布杀青。